# Sam Graham
Sam Graham (sinh ngày 27 tháng 10 năm 1993) là một cầu thủ bóng đá người Anh thi đấu ở vị trí hậu vệ cho Oldham Athletic cho mượn từ Sheffield United.

## Sự nghiệp
Là một sản phẩm của học viện trẻ Sheffield United, Graham được cho mượn đến Oldham Athletic ngày 6 tháng 7 năm 2018